# سايتك عالمنا غدا
SciTech - عالمنا غدًا عنوانين منفصلين لكن يتصلان بالبرنامج التلفزيوني العلمي الألماني-العربي، والذي يبث على شبكة تلفزيون أون تي في، وعلى تلفزيون سلطنة عمان.

## خلفية
البرنامج هو تعاون ما بين وزارة الخارجية الألمانية، وأون تي في، وتلفزيون سلطنة عمان. يتناول البرنامج مواضيع الأبحاث والاختراعات في مجالات شتى مثل الطاقة، المواصلات، البيئة والتكنولوجيا، مع تركيز على التعاون العربي الألماني. البرنامج، من تقديم الصحفي الألماني قسطنطين شرايبر باللغة العربية، ينتج في مصر، عمان وألمانيا ويثم بثه شهريًا. في الموسم الثاني أضيفت فقرة جديدة باسم: لقاء الخبراء، حيث يتم مناقشة الخبراء وصناع القرار.
حفل الانطلاق في مسقط أقيم في يونيو 2012، تحت رعاية الدكتور عبد الله الحراصي، رئيس الهيئة العامة للإذاعة والتلفزيون إضافةً إلى السفيرة الألمانية السابقة أنجليكا شتورز شكرجي. في مصر، أطلق البرنامح في 19 أبريل 2012.

## روابط إضافية
- الموقع الرسمي